# Yasuko Hashimoto
Yasuko Hashimoto (jap. 橋本康子, Hashimoto Yasuko; * 12. August 1975 in Motomiya) ist eine japanische Langstreckenläuferin, die in Deutschland durch ihren Sieg beim Berlin-Marathon 2003 bekannt wurde.
Ihre weiteren Erfolge über diese Distanz errang sie beim Nagoya-Marathon: ein fünfter Platz 2003, ein vierter Platz 2005 (in ihrer persönlichen Bestzeit von 2:25:21), ein sechster Platz 2006 und schließlich ein Sieg 2007 in 2:28:49. 2003 und 2004 gewann sie den Kagawa-Marugame-Halbmarathon.
Beim Marathon der Leichtathletik-Weltmeisterschaften 2007 in Osaka belegte sie den 23. Platz.